# Med
Med je sladak i gust sok koji pčele medarice tvore od nektara koji skupljaju na cvjetovima ili slatkim izlučevinama (medene rose)  nekih kukaca. Med je i najsavršeniji proizvod prirode, u njemu se nalaze gotovo svi sastojci koji grade ljudski organizam.
Nektar koji pčele skupljaju iz cvijeća glavni je izvor ugljikohidrata koje pčele pretvaraju u lako probavljivi šećer – glukozu i fruktozu, koji je glavni sastojak meda.
Zreli med ne sadrži više od 15% vode, a pčele ga u saću pokrivaju voštanim poklopcima i tako čuvaju od upijanja vlage i kvarenja. U medu se nalaze minerali, aminokiseline, visoko vrijedne organske kiseline kao što su mravlja, jabučna, limunska, octena, jantarna kiselina, pigmenti, razni derivati klorofila, vosak, inulin te elementi kompleksa vitamina B.
Med medljikovac sadrži 13 puta više mineralnih tvari od cvjetnog meda, a osobito željeza.
Svi dosadašnji pokušaji miješanja industrijske proizvodnje meda unatoč silnoj tehnologiji i uloženim ogromnim sredstvima dali su poražavajuće rezultate.
Tajnu proizvodnje pravog prirodnog pčelinjeg meda pčele nose u svom tijelu i organima za probavu koji taj proizvod pretvaraju u lijek gotovo nezamjenjiv u ljudskoj prehrani.
Nema na svijetu pčele koja proizvodi loš med, loš med rezultat je industrijskog punjenja meda ili lošeg nesavjesnog i neobrazovanog pčelara.

## Konzumacija
Ako med uzimate u raznim napicima (čajevima i sl.) morate paziti da čaj nije prevruć jer se prevelikim zagrijavanjem gube ljekovita svojstva meda. Med treba biti potpuno otopljen u tekućini, jer samo će ljudski organizam potpuno iskoristiti njegove ljekovite tvari. Uzimamo li med bez tekućine, poželjno ga je držati u ustima sve dok se ne otopi. Zbog lake probavljivosti trenutno vraća izgubljenu energiju, a dugotrajnom primjenom osigurava fizičku izdržljivost i psihičku stabilnost. Njegova ga svojstva čine nezaobilaznom namirnicom u zdravoj prehrani. Konzumacijom meda na pravilan način taj proizvod pretvaramo u lijek.
Med se preporučuje konzumirati kovanom kuhinjskom žlicom, iako neki pčelari tvrde da će se korištenjem drvene žlice bolje sačuvati njegova svojstva, ta tvrdnja nije znanstveno dokazana

## Kemijski sastav meda
Glavni sastojci meda jesu ugljikohidrati i oni čine 95-99% suhe tvari ovisno o vrsti. Zatim u medu nalazimo vodu, bjelančevine, vitamine, enzime te razne minerale, odnosno mineralne tvari.

### Sastav šećera u medu
Primjenom različitih znanstvenih metoda utvrđeno je da su šećeri u medu sastavljeni od:
1. monosaharida
- fruktoza ili levuloza – monosaharid je koji je vrlo sladak i dobro topljiv u vodi.
- glukoza – najrasprostranjeniji je monosaharid u prirodi

2. disaharida
Maltoza, turanoza, izomaltoza, saharoza, maltuloza, izomaltuloza, nigeroza, trehaloza, glutiloza, lami-narbioza, entibioza.
3. oligosaharida
Erloza, panoza, maltotrioza, kestoza, izomaltobioza, melecitoza, izopanoza.

### Voda u medu
Voda je nakon ugljikohidrata drugi značajan sastojak meda.
Zakonski omjer vode u medu ovisi od vrste i iznosi od 15-20%. Količina vode nazočne u medu utječe na njegovu viskoznost, gustoću i kristaliziranje.
Tako se med u kojem je nazočna veća količina vode kasnije kristalizira.
Količina vode u medu nije stalna zbog njegove hidroskopnosti.

### Kiseline u medu
Med pčele medarice sastavljen je i od niza organskih kiselina. Mravlja kiselina npr. prisutna je s 10% količine u medu iako se nekad smatralo da je ima više i da je jedna od glavnih prisutih kiselina. Med pored mravlje sadrži i oksalnu, jantarnu, limunsku, vinsku, mliječnu, glukonsku, piroglutaminsku, maleinsku, valerijansku i benzojevu kiselinu.

### Bjelančevine
Bjelančevine u medu sastavljene su od albumina, globulin i pepotona koji zajedno čine polovinu koloidnih tvari u medu.
Proteini većim dijelom prelaze u med iz pčelinjih žlijezda slinovnica kada prerađuju nektar i medljiku, u pčelinjem mednom želucu.

### Vitamini
Vitamini su između ostalog sastavni dio meda, međutim, njih nalazimo u vrlo malim količinama, nedovoljnim za potrebe ljudskog organizma. Tako u medu nalazimo vitamin C, B kompleks, niacin, pantotensku kiselinu, biotin i folnu kiselinu. Količina vitamina u medu prije svega ovisi iz kojeg cvijeća pčele prikupljaju nektar, prisutnosti peludi, stanju i zrelosti meda te o njegovu načinu čuvanja.

### Mineralne tvari u medu
Med sadrži: silicij, aluminij, željezo, kalcij, magnezij, natrij, kalij, mangan, bakar, krom, nikal, cink, kobalt, antimon, olovo, fosfor. Količine mineralnih tvari ovise o vrsti meda i podrijetlu.

## Prehrambena vrijednost meda
Jedna žlica meda (21 gram) sadrži:
- energetska vrijednost: 64 kcal
- proteini: 0,06 g
- ugljikohidrati: 17,3 g
- ukupne masti: 0,0 g
- prehrambena vlakna: 0,042 g

## Kontrola podrijetla meda
Prigodom ocjene analize meda rabe se:
- organoleptičko ispitivanje
- fizikalno-kemijski pokazatelji
- analize peludi
- biološke analize

## Med i liječenje rana
U IBRA knjižnici pronađeni su zapisi gdje se zaključuje da je med visoko koristan u konvencionalnoj medicini.
Časopis Journal of the Royal Society of Medicine 230 godina poslije u medicinskoj školi Hammersmith Hospital u Engleskoj govori o terapeutskim kvalitetama meda koje su ponovno otkrivene i protubakterijskim osobitostima meda koji nisu potpuno razumljive.
Autori sugeriraju da je med učinkovit u liječenju rana zbog:
- protubakterijskih osobitosti meda u sprečavanju infekcija
- viskozne prepreke koja sprečava gubitak tekućine i onemogućava pristup bakterija i razvoj infekcije
- enzima koji mogu pridonijeti obnavljanju tkiva i zacjeljivanju rana
- upijanju gnoja i održavanju čistoće rane
- smanjenja boli, podražaja i uklanjanja neugodnih mirisa
- poticanja angiogeneze (proces nastanka novih krvnih žila koje opskrbljuju stanice kisikom i hranom te sprečavaju njihovo propadanje) i zacjeljivanja rana.
- aktiviranje makrofaga te oslobađanja čimbenika rasta koji stimuliraju epitelne stanice na regeneraciju i zacjeljivanje rane
- smanjenja formiranja nastanka štetnih slobodnih radikala koji mogu biti odgovorni za probleme tijekom prihvaćanja kožnih presadaka na kožne lezije prouzročene meningokoknom septikemijom.

## Vrste meda
- Amorfin med (amorfa, Amorpha fruiticosa) – med je karakteristično crvenkast, blaga mirisa i okusa. Zbog specifična sastava cijenjen je u prehrani. Područje amorfe jest duž Save i Odre te između Novske i Okučana, Jasenovca i Stare Gradiške. Cvjeta početkom lipnja, a rijetko kad dobro zamedi, možda jednom u deset godina. Opuštajuće i umirujuće djeluje nakon svakog napornog dana. Crvenkasta boja upućuje na bogatstvo mineralnih sastojaka, koji ugrađuju novu snagu u iscrpljeni ljudski organizam.
- Bagremov med (bagrem, Robinia psedoacacia) – izrazito je svijetle žute boje, blaga ugodna mirisa i okusa, lagan i ukusan, preporučuje se djeci i rekonvalescentima. Bagrem potječe iz Sjeverne Amerike, a njegove se šume prostiru na području panonske regije. U nas su poznatija područja Podravine, Hrvatskog zagorja i Moslavačke gore. Voli pjeskovita tla. Šumari ga koriste u zasadima za zaštitu od erozija. Cvjeta u prvoj polovini svibnja. Ovisno o reljefu i klimatskim prilikama može cvjetati i mediti do kraja svibnja. Zbog svojih osobina ubraja se u najcjenjenije vrste meda. Pomaže kod nesanice, umiruje previše nadraženi živčani sustav i otklanja posljedice nagomilanog stresa. Mjesecima ostaje u tekućem stanju i jedan je od vrsta meda koji vrlo sporo kristalizira zato što u sastavu sadrži više fruktoze od glukoze. Same pčele dobro i uspješno prezimuju ako im se osigura zimovanje na bagremovu medu. Bagremov med dobar je za umirenje, kod vrtoglavice, nesanice i sličnih smetnji. Preporuča se uzimanje s čajem od kamilice jer se tako pojačava djelovanje meda i čaja. Također je preporučljivo uzimanje navečer prije spavanja. Jakih i obilnih bagremovih paša za pčele nalazimo gotovo u svim kopnenim krajevima Hrvatske u kojima je nekad sađen ili se proširio prirodnim putem kao vrlo prilagodljiva biljka.
- Dračin med (drača, Paliurus spina-christi) – žut je ili zatvoreno žut, bez mirisa, slatka, blagog, te malo opora okusa. Kristalizira u krupne kristale, a nekad dugo ostaje u tekućem stanju. Kod nas je dračin med specifičan za područje Dalmacije na kojem ta biljka i raste. Budući da se medenje drače često preklapa s medenjem kadulje, onda dobijemo vrhunski i jako cijenjen med. Drača kao biljka od davnina je poznata po svojim ljekovitim svojstvima, pa tako i med od drače. Preporučuje se za jačanje imuniteta, snižavanje kolesterola, prevenciju bolesti kardiovaskularnog sustava i odličan je za crijevnu floru i probavu.
- Facelijin med (facelija, Phacelia tanacetifolia) – svijetložut je ili bijel, ugodna mirisa i okusa. Spada u bolje vrste meda. Facelija cvate 16-20 dana.
- Heljdin med (heljda, Fagopyrum esculentum L.) – najtamniji je med među cvjetnim vrstama, vrlo oštra mirisa i okusa. Kristalizira u srednje krupne kristale, ali ne potpuno. Heljdina meda ima u vrlo malim količinama i specifičan je za područje Hrvatskog zagorja i Međimurja. Područja izvan Hrvatske poznata po proizvodnji heljdina meda jesu Minnesota, New York, Ohio, Pennsylvania i Wisconsin, a proizvodi se i u istočnom dijelu Kanade.
- Kaduljin med – rabi se protiv prehlada jer omogućuje lakše izbacivanje sluzi iz dušnika i bronhija, pa i iz želuca i jednjaka. Tako se bolesnik bolje osjeća te mu se vraća apetit. Čaj s medom od kadulje ne smije se uzimati vruć, već mlačan. Hrvatski kaduljin med svjetski je priznat zbog svoje izuzetne kvalitete što možemo zahvaliti još uvijek očuvanoj prirodi osobito na području velebitskih pašnjaka. Ljekovitost kaduljina meda ubrajamo u vodeću grupu meda za liječenje respiratornih organa i putova, kao i za jačanje imuniteta.

- Kestenov med – taman je, a tamna boja varira mu ovisno o podneblju i godini, prepoznatljivog je mirisa i izrazito karakterističnog, pomalo gorkog okusa. Snagom svojih osebujnih svojstava povoljno djeluje na cjelokupni probavni sustav. Potiče rad crijeva, olakšava rad preopterećene jetre i žuči te štiti želučanu i crijevnu sluznicu. Kestenov med preporučuje se protiv bolesti probavnih organa: želuca, dvanaesnika, žuči i jetre. Med kestena ima izvanredno djelovanje u oporavku kod žutice, poslije operacije žuči i sl. Preporučuje se još uzimanje s čajem od stolisnika, kamilice, šipka i majčine dušice.

Čajeve s medom od kestena treba uzimati nekoliko puta na dan i to 1-2 sata nakon jela.
- Lavandin med - bogata i ugodna okusa, može biti tamniji ili svjetliji. Posebno se preporučuje da ga skloni peludnim alergijama uzimaju svaki dan, da organizam pripreme za veliku proljetnu izloženost peludu. Ovaj se med dobiva od tisuća raznih cvjetova livadnog i grmolikog bilja. Specifična struktura biljnih vrsta, posebno planinskih gdje klima i paša čine med prepoznatljivim, može obilježiti i ravničarski med.
- Lipov med - bistar, gotovo proziran, ugodna mirisa i vrlo blaga okusa. Konzumiranje lipova meda donosi olakšanje kod prehlada, upala dišnih i probavnih organa te nekih bubrežnih oboljenja. Neizmjerno značenje ima u izbacivanju štetnih tvari iz organizma jer pospješuje metabolizam. Med od lipe smiruje grčeve, primjenjuje se protiv bubrežnih bolesti. Protiv prehlade, pomaže pri iskašljavanju.

Mora se uzeti u obzir da se med od lipe ne smije davati osobama koje pate od bolesti srca i krvnih žila, što isto tako vrijedi i za čaj od lipe.
- Livadni med – pčelinjom strpljivošću sakupljeno bogatstvo cvjetne livade. Snagom raznovrsnih sastojaka povoljno utječe na djecu u razvoju, starije osobe, kao i sve one kojima je potreban oporavak i dodatna energija.

Preporučuje se svakodnevna primjena. Livadni med jest med od raznog livadnog cvijeća pa mu je prema tome i djelovanje široko. Rabi se u dnevnoj prehrani, djece i starijih osoba. Sudeći prema količinama livadnog meda, livade su značajna paša za sve pčele iako i "prave" livade gube bitku pred svakim danom sve jačom industrijom.
- Malinov med
- Maslačkov med
- Med od bjelogorične medljike – bogati su željezom i drugim mineralima. Potječu najčešće iz šuma blizu Jasenovca i Siska (područja Turopolja i Lekenika) gdje obitavaju lisne (Lachnideae) i štitaste uši (Coccidae). Uši rilcem sišu sok biljaka i posebnim organima proizvode medljiku koju pčele unose u košnicu gdje se pretvori u vrlo ukusan med. Medljika se javlja u intervalima od sedam godina koliko je potrebno da se namnoži dovoljno uši za veće količine meda.

- Med od hrastove medljike – tamnocrvenkast je, gust i rastezljiv, slaba mirisa po hrastu, opora okusa, pali u grlu. U nas je manje cijenjen, ali je traženi izvozni artikl.

- Med od bukove medljike – ima slične ali blaže izražene karakteristike.

- Med od crnogorične medljike

- Med od jelove medljike – više je cijenjen, zelenkaste je nijanse, ugodna okusa i mirisa. Spada u najcjenjenije europske medove. Skuplja se s lisnatih uši (lachnidae) od polovine lipnja do, ovisno o klimi i specifičnom položaju, kasne jeseni. Jelove šume na području Gorskog kotara i Kapele sve do Plitvičkih jezera europska su jelova oaza.

- Med od smrekove medljike

- Med od matičnjaka
- Metvičin med (metvica, Mentha) – tamnocrvenkast je, jaka i oštra slatkokisela okusa. Poslije vrcanja brzo se kristalizira i mijenja boju u tamnožutu.
- Planičin med (planika, Arbutus unedo L.) – žut je, gorka okusa. Planika je rasprostranjena u Sredozemlju, a u nas posebno uspijeva na Pelješcu.
- Repičin med (repica, Brassica napus var. oleifera L.) – svijetložut je. Nakon vrcanja odmah se kristalizira. Med repice sadrži velik broj cvjetne peludi.
- Ružmarinov med (ružmarin, Rosmarinus Officinalis L.) – svijetao je, proziran i bistar, bez mirisa, ugodna i blaga okusa. Nakon vrcanja pretvara se u fine sitne kristale. Kristalizacijom med ružmarina postaje potpuno bijel.
- Suncokretov med (suncokret, Helianthus annuus L.) – jantarnožut je, slaba mirisa po biljci, slatka do malo trpka okusa. Poslije vrcanja brzo kristalizira u krupne kristale i stvrdne. Suncokret je poznata uljarica. U nas uspijeva u Slavoniji. Medenju pogoduje stalno, lijepo vrijeme s dovoljno vlage u zraku. Kad cvate, prvo mede krajnji cvjetovi, pa tek nakon 5-6 dana središnji.
- Vrbov med – Vrbov med (vrba, Salix L.) u tekućem je stanju zatvorenožut s malo zelenkasta preljeva, okusa vrbova soka. Čim se izvrca, kristalizira u sitne kristale i poprimi sivkastu boju.
- Vrijeskov med (vrijesak, vrišt, Calluna vulgaris) – žut je do tamnožut, slaba mirisa, ugodna specifična okusa. Kristalizira se nakon 2-3 mjeseca. Vrijeska ima na području Gorskog kotara, Like (okolica Gospića), oko Duge Rese i na Kordunu.
- Vrijesov med (vrijes, Erica L.) – žut je med, bez mirisa, mutna izgleda, manje-više gorkasta okusa. Kristalizira se već par dana nakon vrcanja. Vrijesa ima na priobalnom području i otocima.
- Zlatošipkin med crvenkastobakrene je boje, vrlo ugodna te prepoznatljiva okusa i mirisa. Zlatnožuti cvjetovi zlatošipke u vrijeme najvećih ljetnih vrućina sakupljaju energiju i toplinu sunca, koji u medu ostaju sačuvani za duge i hladne zimske dane.

## Med prema konzistenciji
- Nektarni med – Hrvatska je bogata biljnim vrstama koje su medonosne, prema nekim istraživanjima postoji oko 100-tinjak biljnih vrsta koje su posebno zanimljive pčelama. Iako je to mali broj u odnosu na ukupno biljno carstvo koje inače posjećuju pčele, u njima se nalaze najznačajnije kultivirane biljne vrste.
- Med medljikovac – prema porijeklu medljikovac potječe od crnogoričnog (jela, smreka, bor, ariš) i bjelogoričnog (hrast, bukva, lipa) bilja. Medljika je proizvod kukaca iz reda jednakokrilaca (Homoptera), od kojih su za pčelarstvo najznačajnije lisne i štitaste uši. U odnosu na nektarni med medljikovac ima veću obojenost te veći sadržaj mineralnih tvari.
- Kremasti med – 100%-tni je prirodni med, bez dodataka stranih tvari. Dobiva se kontroliranom kristalizacijom tekućeg meda. Kremasta se konzistencija postiže jednostavnim miješanjem, čime su očuvana sva prirodna svojstva. Postignuta konzistencija uvijek ostaje takva što olakšava korištenje jer med ne curi te se kao takav koristi kao namaz.
- Ekspresni med – poznat je u zapadnim zemljama i u EU. Proizvodnja ekspresnog meda u Hrvatskoj nije dopuštena. Prema hrvatskim zakonima pčela med mora proizvesti posjećujući medonosno bilje ili lisnih uši (medljikovac). Ekspresni med dobiva se hranjenjem pčela određenim sirupom.

## Kristalizacija meda
S vremenom prije ili kasnije svaki med mora kristalizirati. Kristalizacija je prirodno svojstvo svakog meda. Brzina same kristalizacije ovisi o vrsti meda, a može biti za nekoliko tjedana do nekoliko godina. To je sasvim prirodan proces koji ne utječe na kvalitetu meda.

### Dekristalizacija meda
Med možemo lako vratiti u tekuće stanje, međutim treba imati u vidu da med ne podnosi visoke temperature. Zagrijavanjem na visokim temperaturama med gubi svoja prirodna svojstva i zato je maksimalna temperatura zagrijavanja meda 41 °C. Med se dekristalizira stavljanjem staklenke u posudu s toplom vodom na štednjaku olabavivši poklopac. Temperatura se drži na minimumu jednu ili dvije minute te se pričeka da med postane tekući.
Drugi je način stavljanje staklenke s kristaliziranim medom u mikrovalnu pećnicu. Maknite poklopac, stavite staklenku u mikrovalnu i za 1-2 minute med će postati tekući. Med nemojte pregrijati.
Mikrovalovi imaju ograničen energetski potencijal pa ne uzrokuju promjene u strukturi tvari – njihove molekule titraju i međusobno se taru što uzrokuje samo porast temperature, a taj je efekt iskorišten u mikrovalnim pećnicama za kuhanje i sušenje. Molekule vode, masti i ugljikohidrata apsorbiraju energiju mikrovalova tijekom dielektričnog zagrijavanja.

## Med s obzirom na postupak dobivanja
- Vrcani – dobiva se vađenjem meda iz saća koje su sagradile pčele centrifugalnom silom.
- Topljeni – dobiva se zagrijavanjem zdrobljenog saća.
- Muljani – dobiva se hladnim gnječenjem saća u kojima je smješten i spada među najzdravije vrste meda.

## Čuvanje meda
Med treba čuvati u čistim, suhim i tamnim prostorijama s dobrim provjetravanjem. Prostorija ne smije biti vlažna jer med lako upija vlagu te stoga lako prihvaća druge mirise. Relativna vlažnost zraka trebala bi biti između 60% do najviše 80%.
Med ne treba čuvati na niskim temperaturama, a do temperatura od 15°C kristalizacija mu je mnogo brža. Najpovoljnija mu je temperatura za čuvanje u skladištima oko 17-19 °C. U medu koji je proizveden prema pravilima struke vlaga ne smije prelaziti 20% vlage što između ostalog ovisi o vrsti meda. U tim uvjetima opstanak bakterija i gljivica gotovo je nemoguć.
Med ne treba držati u prostorijama s lukom, kiselim kupusom, naftom, benzinom, plinom i ostalim proizvodima intenzivnog mirisa, kao ni u vlažnim prostorijama.
Metalne posude koje nisu posebno pripremljene za med ne treba rabiti, jer u njima može doći do reakcije organskih kiselina i metala. I pri uzimanju meda nije preporučljivo koristiti metalni pribor, već npr. plastični, drveni, porculanski. Za skladištenje meda koriste se inox posude za prehrambenu industriju.

## Ljekovita svojstva
Ljekovita svojstva meda jesu:
- med dobro utječe na motoriku želuca i crijeva
- konzumacijom meda 120 grama dnevno tijekom dvadesetak dana smanjuje se kolesterol za oko 20% i povećava aktivnost leukocita za otprilike 7% i hemoglobina za 10-20%.
- redovita konzumacija meda uzrokuje poboljšanje krvne slike zbog sadržaja malih količina soli, željeza, mangana, bakra i kobalta.

### Apiterapija
Med je u životu ljudi uvijek predstavljao zdravu i dostupnu namirnicu koja se održala unatoč pojavi jeftinijeg industrijskog šećera. U svim narodnim medicinama na svim krajevima svijeta bilježimo brojne recepte s više ili manje meda. Genetski modificirana moderna hrana, pušenje, stres, onečišćenost vode i neki lijekovi pogoduju nakupljanju štetnih tvari u organizmu, ali propolis uspješno sprečava pojavu bolesti. Njegova je ljekovitost odavno poznata i u narodnoj se medicini med rabio za osnaživanje organizma, prije svega djece i starijih. I znanstvenici mu pripisuju antibakterijska, antiseptička i antioksidacijska svojstva. Med je iznimno koristan za zdravlje, a jača, tvrdi se, funkciju rada srca i krvotoka. Znanstvenici još istražuju koliko je ljekovit, ali o tome ne dvoje.

## Kategorije meda
Kvantitativnim istraživanjima utvrđeno je da se med može svrstati u 5 kategorija prema omjeru biljnih čestica:
- I. kategoriju čine peludom siromašan med. U ovu vrstu spadaju npr. lavandin med, lipov med, narančin med i lucerkin med.
- II. kategoriju predstavlja srednja količina biljnih partikula. Ta kategorija obuhvaća većinu na higijenski način dobivenih vrsti vrcanog meda raznih cvjetnih pčelinjih paša, ali i većina meda od medljike. U ovoj kategoriji med ima 20.000-100.000 biljnih čestica na 10 grama meda.
- III. kategoriju predstavljaju vrste ekstremno bogate biljnim česticama na 10 grama od 100.000-500.000.
- IV. kategoriju predstavljaju vrste s 500.000-1.000.000 biljnih čestica na 10 grama meda. To je na primjer kestenov med, neke voćne vrste šumskog meda i sl. U njima je količina peludnih zrnaca određene vrste 90 i više posto.
- V. kategoriju predstavljaju ekstremno bogati medovi koji se dobivaju postupkom prešanja.

## Fermentacija meda
Uzroci fermentacije meda jesu:
- hidroskopnost meda – sposobnost je upijanja vlage iz zraka pa dolazi do povećanja količine vode u površinskom sloju meda.
- prisutnost osmofilnih i ostalih kvasaca u medu koji podnose visoke koncentracije šećera u medu.

Fermentaciji je podložniji med u fazi prije i u tijeku kristalizacije jer dolazi do stvaranja kristala glukoze uz izdvajanje tekuće simpaste faze na površini koju čini fruktoza, koja tako izdvojena sadrži veću količinu vode nego u normalnim uvjetima. Fermentacija meda slična je kao i alkoholno vrenje, a prepoznaje se pojavom stranih mirisa u medu.

## Fotogalerija
- Jedini proizvođač meda na našem planetu: vrijedna pčela medarica
- Okvir s poklopljenim i nepoklopljenim leglom te sa zalihom meda (okolo)
- Pčele med, nakon što mu smanje vlagu, zatvaraju pčelinjim voskom i na taj ga način skladište
- Med kao gotov proizvod s dijelovima saća u medu

## Nazivi za med na različitim jezicima
- engleski: honey
- njemački: Honig
- talijanski: miele
- mađarski: méz
- poljski: miód
- češki: med
- ruski: мёд (miod)
- španjolski: miel
- esperanto: mielo
- latvijski: medus
- turski: bal
- albanski: mjalti

Sama riječ med dolazi od praindoeuropskog medhu što je u staroslavenskom dalo medъ, u litavskom – medus, u engleskom – mead (medovina), u sanskrtu – madhu, u grčkom – μεθυ (vino), a u staroirskom – mid. Tako su nastali odrazi u ostalim indoeuropskim jezicima, a katkad je naziv dobiven sličnošću s nečim drugim (u germanskim jezicima označava nešto zlatnožuto) ili pak zamjenom značenja.

## Poveznice
- Pčelarstvo
- Pčelar
- Pčela
- Seleće pčelarenje
- Stacionirano pčelarstvo
- Ekopčelarstvo
- Medonosno bilje
- Poljoprivreda
- Apiterapija

## Vanjske poveznice
- Pčelarstvo.hr - mrežne stranice sa svim obavijestima vezanim za pčelarstvo